# Brezno
Brezno (în germană Bries an der Gran, în maghiară Breznóbánya) este un oraș din Slovacia cu 22.912 locuitori.

## Demografie
| An:                | 1994   | 2004   | 2014   | 2024   |
| ------------------ | ------ | ------ | ------ | ------ |
| Număr de persoane: | 22.981 | 22.417 | 21.331 | 19.671 |
| Diferență:         |        | −2,45% | −4,84% | −7,78% |

| An:                | 2023   | 2024   |
| ------------------ | ------ | ------ |
| Număr de persoane: | 19.790 | 19.671 |
| Diferență:         |        | −0,60% |

## Personalități marcante
- Adriana Karembeu, fotomodel

Vezi și: Listă de orașe din Slovacia